# سویلند
سویلند (به انگلیسی: Swilland) یک روستا و محله مدنی در بریتانیا است که در Suffolk Coastal واقع شده‌است. سویلند ۱۶۳ نفر جمعیت دارد.